# Öresundsverket
Öresundsverket i Malmö är ett kombikraftverk med en effekt av 448 MW el. Verket ägs av Sydkraft Thermal Power AB som nu ingår i den svenska delen av Uniper-koncernen.  
Verket byggdes 1953 och byggdes ut 1957 och 1964 med kol- och oljeeldade pannor. 1980 blev det ett kraftvärmeverk. Det lades i malpåse 1993 men moderniserades och återinvigdes 2009. Den nya gasturbinen drivs med naturgas. 2017 stängde verket igen men togs åter i drift 2025 efter att Svenska kraftnät beslutat att det ska ingå i den svenska elberedskapen. Förmågan att också leverera värme till fjärrvärmenätet är frånkopplad.
Det finns också två gasturbiner som ingår i Svenska kraftnäts störningsreserv med en total effekt på 128 MW el. Om Öresundsverket används fullt ut kan dessutom Sydvästlänken överföra 200 MW ytterligare av sin ursprungligen planerade kapacitet. De båda gasturbinerna drivs med HVO.

## Block 1, 2 och 3
Block 1 byggdes i början av 1950-talet. Det bestod av 4 kol- och oljeeldade pannor. Dessa producerade ånga till 3 ångturbiner som tillsammans levererade 160 MWe. Block 1 var i drift en bit in på 1970-talet.
Block 2 togs i drift 1957. Det bestod av en oljeeldad panna och producerade ånga till en ångturbin som levererade 160 MWe. I början av 1980-talet modifierades block 2 för att även kunna producera 150 MW fjärrvärme till Malmös fjärrvärmenät.
Block 3 togs i drift 1964. Det bestod av en kol- och oljeeldad panna och producerade ånga till en ångturbin som levererade 160 MWe. Block 3 kunde även producera fjärrvärme. Block 3 moderniserades i början av 1990-talet.

## Block 4+5 - Gasturbiner
År 1972 byggdes två gasturbiner med total effekt på 128 MWe. I början av 2020-talet konverterades båda till HVO100 bränsle.
År 1993 lades kraftverket i malpåse.

## 2000-talet
I början av 2000-talet byggdes verket om till naturgaskombi som ett svar på det ökande behovet av el i Sydsverige som nedläggningen av reaktorerna vid Barsebäcks kärnkraftverk 1999 och 2005 medförde. Det ombyggda verket invigdes i december 2009.
Det naturgaseldade kombikraftvärmeverket har en produktionskapacitet på upp till 440 MW el alternativt 400 MW el och dessutom samtidigt 250 MW värme. Det betyder att kraftverket kunde leverera upp till 3 TWh el till det nordiska elsystemet, vilket kan jämföras med dagens elanvändning i Malmö som uppgår till cirka 2 TWh per år. Förutom el kunde Öresundsverket leverera cirka 1 TWh värme per år till Malmös fjärrvärmenät. Normalt sett var dock kraftverket inte tänkt att vara i drift hela året utan att startas upp när fjärrvärme- eller elbehovet ökar, främst under vinterhalvåret. Vid en krissituation med brist på naturgas kan Öresundsverket även eldas med flytande bränsle som till exempel dieselolja eller förnybara alternativ. Öresundsverket har så kallad katalytisk avgasrening av kväveoxider.
I mars 2017 meddelade ägarna att kraftverket tills vidare inte kommer att vara i kommersiell drift på grund av marknadsläget med låga elpriser och bristande avsättningsmöjligheter för producerad fjärrvärme. Under perioden 2017-2019 lämnade ägarna till verket vid flera tillfällen anbud till Svenska kraftnät om att låta Öresundsverket ingå i effektreserven, vilket Svenska kraftnät avböjde. Från och med juni 2018 sökte Uniper ny ägare till Öresundsverket (alternativt köpare till utrustningen i verket). 2021 såldes verket för vidare transport och återmontering i Sydostasien efter att elberedskapsmyndigheten Svenska kraftnät gett sitt godkännande. Köpare var det nederländska konsultbolaget Belangen-en Beheersmaatschappij (Paco), verksamma inom infrastruktur för energi och vatten.
I juni 2023 beslöt Svenska kraftnät som elberedskapsmyndighet med stöd av elberedskapslagen att Öresundsverket ska återställas och stå i beredskap för ö-drift åren 2025-2030. Beslutet fattades med hänsyn till förändrat säkerhetsläge. Ur totalförsvarsperspektiv är det viktigt att kunna förse samhällsviktiga funktioner i Malmö med el om den nationella eller regionala elförsörjningen slås ut. Ägaren erhåller ersättning om totalt drygt 1,1 miljarder kronor under perioden, varav drygt 400 miljoner för att återställa anläggningen.  Därmed stoppades försäljningen. Verket kan också vid behov bidra till elsystemets balans och stabilitet i södra Sverige och agera på marknaden.
Därefter har en omfattande modernisering och kompetensförstärkning genomförts där bland annat gasturbinens turbinblad bytts ut, och kylvattenpumpar och ångturbin fått en noggrann genomgång. Parallellt med det tekniska arbetet har en ny organisation skapats där närmare 30 nya medarbetare rekryterats till kraftverket.
Den 17 januari 2025 återstartades verket för första gången på över 8 år.

## Tekniska data
- Typ: Kombikraftverk
- Gasturbin: 290 MW el
- Rökgastemperatur: 630 grader
- Ångtemperatur: 565 grader
- Ångturbin: 150 MW el eller 110 MW el + 250 MW värme
- Fjärrvärmekapacitet: 2000 liter/s (90 grader), ej längre i funktion.